# Усть-Пижа
Усть-Пижа (рос. Усть-Пыжа) — село Турочацького району, Республіка Алтай Росії. Входить до складу Кебезенського сільського поселення.
Населення — 149 осіб (2015 рік).